# Fox Entertainment Group
Fox Entertainment Group — американская кинокомпания, принадлежавшая 21st Century Fox. После приобретения Disney 21st Century Fox активы группы были рассредоточены по различным подразделениям Disney. Киностудии 20th Century Fox (ныне известная как 20th Century Studios), Fox Searchlight Pictures (ныне известная как Searchlight Pictures) и Blue Sky Studios были переведены в Walt Disney Studios, а Fox Star Studios (ныне известная как Star Studios) перешла в Walt Disney Direct-to-Consumer & International.
Её бывший владелец, 21st Century Fox, ранее известная как News Corporation, приобрела все акции Fox Entertainment Group в 2005 году. В 2013 году News Corporation была переименована в 21st Century Fox, и её издательские активы были преобразованы в недавно созданную News Corp в рамках корпоративной реорганизации.
Fox Entertainment Group была косвенно названа в честь Уильяма Фокса, который создал Fox Film. Она в конечном итоге объединилась с Twentieth Century Pictures в 20th Century Fox.

## История
Fox Entertainment Group была основана в 1980-х годах после покупки принадлежащих Metromedia независимых станций киностудией 20th Century Fox, в то время совместно принадлежащей компании News Corporation австралийско-американскому медиа-магнату Руперт Мёрдок и денверскому миллиардеру Марвину Дэвису. Эти станции позже стали основой телевизионной сети Fox (запущенной в октябре 1986 года), которая стала основой самой компании (названной в честь телевизионной сети). Вскоре после того, как сделка с Metromedia была заключена, Мёрдок купил акции Дэвиса, и News Corp взяла на себя полный контроль над киностудией, которая затем была размещена в Fox Entertainment Group.
В 1995 году Saban заключила совместное предприятие с детской телевизионной сетью Fox, чтобы сформировать Fox Kids Worldwide, которая была наиболее известна по первому сериалу «Могучие рейнджеры». В 1997 году он был переименован в Fox Family Worldwide. 23 июля 2001 года было объявлено, что Fox Family Worldwide (теперь ABC Family Worldwide Inc.) будет продана Disney от News Corporation и бизнесмена Хайма Сабана. 24 октября 2001 года продажа была завершена.
14 августа 1998 года Fox запустила первичное публичное предложение акций в качестве публичной компании, торгующей на Нью-Йоркской фондовой бирже, а адрес Fox Entertainment Group был перенесён из Лос-Анджелеса в Нью-Йорк. Компания торгует на Нью-Йоркской фондовой бирже с момента своего запуска под тикерным символом FOX до своего приобретения News Corporation в 2005 году.
В январе 2005 года, вскоре после реинкорпорации News Corporation в США, News Corp объявила, что предлагает 5,9 миллиарда долларов для выкупа оставшихся 18% акций Fox, которыми News Corporation ещё не владела. Манёвр вывел Fox из Нью-Йоркской фондовой биржи; Fox Entertainment Group торговала на Нью-Йоркской фондовой бирже под тикером FOX.
В 2012 году Руперт Мёрдок объявил, что News Corporation будет разделена на две издательские и медиа-ориентированные компании: новую News Corporation и 21st Century Fox, которая управляла Fox Entertainment Group, 20th Century Fox и другими студиями. Мёрдок считал, что название новой компании является способом сохранить наследие 20th Century Fox по мере продвижения группы в будущее.
В январе 2017 года Fox Entertainment Group и 20th Century Fox создали FoxNext, которая будет заниматься разработкой видеоигр, опытом виртуальной реальности и бизнесом в тематических парках.
После того, как Disney завершила приобретение активов 21st Century Fox 20 марта 2019 года, активы Fox Entertainment Group стали собственностью Disney, и они реорганизованы под другие подразделения Disney. Название Fox Entertainment будет использоваться Fox Corporation для своих развлекательных активов.

## Подразделения

### Переведённые вWalt Disney Studios
- 20th Century Fox
- Fox Family
- 20th Century Fox Animation
- 20th Century Fox Games
- 20th Century Fox Television
- Blue Sky Studios
- 20th Century Fox Consumer Products
- Fox Family Entertainment
- Fox Stage Productions
- Fox 2000 Pictures
- Fox Searchlight Pictures
- New Regency Productions (80%, совместное предприятие с Regency Enterprises)
- Boom! Studios (миноритарные доли)
- Fox Studios Australia
- Zero Day Fox
- Fox Music

### Переведённые вWalt Disney Direct-to-Consumer & International
- Fox Star Studios
- Hulu (30%)
- Hulu Documentary Films
- 20th Century Fox Home Entertainment
- Fox-Paramount Home Entertainment (совместное предприятие с Paramount Home Media Distribution)

### Переведённые вDisney Parks, Experiences and Products
- FoxNext
- Aftershock Studios
- 20th Century Fox World (Лицензия на Resort World от Genting Group)